# Ma Yunwen
Ma Yunwen (chinois simplifié : 马蕴雯 ; pinyin : Mǎ Yùnwén) est une joueuse de volley-ball chinoise née le 19 octobre 1986 à Shanghai. Elle mesure 1,89 m et joue au poste de centrale. Elle totalise 189 sélections en équipe de Chine.

## Clubs
| Club                | De        | À         |
| ------------------- | --------- | --------- |
| Shanghai Volleyball | 2000-2001 | 2012-2013 |
| İqtisadçı VK        | 2013-2014 | 2013-2014 |
| Shanghai Volleyball | 2014-2015 | …         |

## Palmarès

### Équipe nationale
- Jeux olympiques
  -  2008 à Pékin.
- Grand Prix Mondial
  - Finaliste : 2007
- Championnat d'Asie et d'Océanie
  - Vainqueur : 2005, 2011.
  - Finaliste : 2007, 2009.
- Coupe d'Asie
  - Vainqueur : 2008, 2010.

### Clubs
- Championnat de Chine
  - Finaliste : 2009, 2010, 2012, 2015.